# Prapatnica
Prapatnica – wieś w Chorwacji, w żupanii splicko-dalmatyńskiej, w gminie Seget. W 2011 roku liczyła 177 mieszkańców.